# Oud-Drimmelen
Oud-Drimmelen is een Nederlands gehucht in de Noord-Brabantse gemeente Drimmelen. Het ligt in de polder tussen Hooge Zwaluwe, Made en de plaats Drimmelen, aan de gelijknamige polderweg. Oud-Drimmelen telt 9 huizen.

## Geschiedenis
In 1421 werd het dorp Drimmelen geheel verdronken tijdens de Elizabethsvloed. In het waarschijnlijkste geval is er op die plaats geleidelijk een nieuw dorp ontstaan, dat ook Drimmelen heette. Daarnaast ontstond er in 1645 vlak bij een andere kern die ook Drimmelen genoemd werd, bij een reeds bestaande sluis. Al snel ontstond er een unie tussen de twee dorpen, en werd het bestaande Drimmelen voortaan Oud-Drimmelen genoemd, en het andere Nieuw-Drimmelen. In 1730 verwoestte een grote brand het grootste deel van Oud-Drimmelen. Tot 1792 werd er gedoopt en gehuwd in de kerk van Oud-Drimmelen. Maar in 1793 werd deze kerk verkocht voor afbraak. Dus van dat jaar werden dopen en huwelijken voltrokken in Nieuw-Drimmelen. Rond het begin van de negentiende eeuw werd de unie van Oud- en Nieuw-Drimmelen samengevoegd met Made. Dat bleef zo tot 1997, toen Made, Drimmelen, Terheijden, Wagenberg en Hooge en Lage Zwaluwe werden samengevoegd tot de nieuwe gemeente Made, die later Drimmelen zou gaan heten. In de twintigste eeuw ontwikkelde Drimmelen, zoals Nieuw-Drimmelen inmiddels heette, zich tot een toeristische plaats met een moderne jachthaven. Oud-Drimmelen is een poldergehucht gebleven, dat niet is gegroeid.
In Oud-Drimmelen liggen, op de begraafplaats, nog altijd de fundamenten van het 17e-eeuws kerkje.

## Media
- Omroep Drimmelen (radio- en televisiezender, kabelkrant en internet)
- Weekblad 't Carillon